# Autoserica sulcigera
Autoserica sulcigera är en skalbaggsart som beskrevs av Moser 1917. Autoserica sulcigera ingår i släktet Autoserica och familjen Melolonthidae. Inga underarter finns listade.